# 蘆洲受玄宮
蘆洲受玄宮是台湾新北市蘆洲區主祀北極玄天上帝的宮廟，前身為1976自南投松柏嶺受天宮分靈開壇的三重受玄堂。

## 歷史
台灣的玄天上帝信仰自明鄭時期開始發展，主要的信徒為閩南移民，提供離鄉背井者精神上的寄託。松柏嶺受天宮承襲此傳統長期接受信徒分靈，因此成為台灣玄天上帝信仰之總壇，目前全台共有約五千個分靈。1970年代，來自松柏嶺的青年陳力士、連賜添、連慶為北上工作並旅居三重。三人建議當時苦於家庭問題的雇主蘇南光尋求玄天上帝信仰的協助，蘇南光在問題解決之後成為玄天上帝的信徒，並至松柏嶺受天宮先是請回黑令旗供奉。稍後在陳力士建議下決定雕塑玄天上帝金身分靈。1976年分靈在返回總壇進香後，當時也在三重工作的受天宮乩童表示得到玄天上帝指示開壇設堂，堂號為受玄堂。1980年，適逢三重地區都市重劃，受玄堂以信徒捐款購入現址並遷至蘆洲，並於入火安座時升格為自堂升格為宮，成為今日的蘆洲受玄宮。

## 信仰推廣
隨時代變遷，為擴展信眾範圍並與民眾生活接軌，蘆洲受玄宮在2013年開始以網際網路為媒介推廣玄天上帝信仰，結合時事與信仰小常識的圖文作品有一定知名度。除此之外蘆洲受玄宮也與新北市的文創與觀光產業合作，受玄宮慶祝35週年時曾結合宗教符碼推出馬克杯與T恤，因其與玄天上帝信仰的傳統形象的落差而受到矚目。同年也與新北市政府合作舉辦玄天上帝文化祭，在活動中展示玄天上帝信仰的宗教儀式與文物。